# Agapornis pullarius
L'inseparabile testarossa (Agapornis pullarius Linnaeus, 1758) è un uccello della famiglia degli Psittaculidi.

## Sistematica
Agapornis pullarius ha due sottospecie:
- Agapornis pullarius pullarius
- Agapornis pullarius ugandae

## Distribuzione e habitat
Questo pappagallo vive nell'Africa centrale, dal Mali al Sudan a nord e, a sud, fino all'Angola ed al Kenya.